# Mycodrosophila gaku
Mycodrosophila gaku är en tvåvingeart som beskrevs av Burla 1954. Mycodrosophila gaku ingår i släktet Mycodrosophila och familjen daggflugor.
Artens utbredningsområde är Elfenbenskusten. Inga underarter finns listade i Catalogue of Life.